# Син людини, яка врятувала світ
Син людини, яка врятувала світ — фільм 2006 року, знятий як продовження до фільму Людина, яка рятує світ. Події фільму відбуваються у космосі. За версією IMDb картина знаходиться серед найгірших фільмів 2006 року. Фільм — комедійна відповідь на американську епопею «Зоряні війни».

## Сюжет
Рік 2055 рік. Уга (Бурак Серген), який зазнав поразки від людини, яка врятувала світ, народжується, щоб помститися і викрасти Залдабар (Мехмет Алі Ербіл), сина людини, яка колись його перемогла. Уга не знає, що в Залдабара є брат-близнюк. 
Людина, яка врятувала світ (Джунейт Аркин), також полетів в космос після того, як його викрадений син, подався в дорогу і зник у космічних глибинах. 
Пройшли роки, до речі, перший Тюрк Гокмен (Бурак Хакі), який відправився в космос, зник в просторі і не відомо де знаходиться. Картал (Мехмет Алі Ербіл), інший син людини, яка врятувала світ, яка залишилася живою і виросла як космонавт, призначений знайти Гекмена також відправляється в космос, щоб його знайти. 
Після тривалих пошуків Гекмена Картал випадково знаходить свого батька, Людину, яка врятувала світ, на планеті під назвою Лунатіка. Гекмен та його друзі ховаються на цій планеті. 
Надзвичайні події та пригоди чекають і Гекмена, який загубився в космосі, і Картала, батько якого знайшов людину, яка врятувала світ, на планеті під назвою Лунатіка.. 
Залдабар, якого викрав злий і жорстокий інопланетянин Уга і виріс як погана людина, і його брат-близнюк Картал, який вижив у світі і виріс як космонавт, зустрінуться в космосі. 

## Актори
- Джунейт Аркин (Людина, яка врятувала світ)
- Мехмет Алі Ербіл (орел капітана) та (Залдабар)
- Şebnem Schaefer (дочка Залдабара)
- Сінем Кобал (Біанка)
- Бурак Серген (Уга)
- Морські Секи (Гонка)
- Бурку Кара (Майя)
- Гюнай Каракаоглу (Теоретичний Туш)
- Бурак Хакі (Gökmen)
- İsmail İncekara (Dogibus)
- Айшен Груда (Сафіє Ана
- Алі Ерказан (Казанчі Джемал)
- Халдун Бойсан (Казу)
- Дідем Ерол (Керолайн)
- Альп Кіршан (Споті)
- Паскаль-Нума (сталь)
- Егемен Гюнеш Ербай (Озан)